# Valdanos (pláž)
Valdanos je označení pro záliv/pláž, která se nachází v jižní části černohorského pobřeží Jaderského moře. Nachází se stranou hlavních letovisek i sídel; nejbližšími městy jsou Bar (17 km severně) a Ulcinj (5 km jihovýchodně). 
Historicky sloužila lokalita Valdanos jako skrýš ulcinjským pirátům, kteří odsud podnikali výpady na benátské lodě. V moderní době byla také zvažována pro výstavbu moderního přístavu pro město Ulcinj, tento plán však nikdy nebyl realizován a tak Valdanos zůstal sloužit jako turistická lokalita s unikátní přírodou. Vymezena je mysy Mendra a Mavrijan. Od roku 1968 je lokalita chráněna jako přírodní rezervace.